# 698 Ernestina
698 Ernestina је астероид главног астероидног појаса. Приближан пречник астероида је 27,03 ,
а средња удаљеност астероида од Сунца износи 2,871 астрономских јединица (АЈ).
Инклинација (нагиб) орбите у односу на раван еклиптике је 11,518 степени, а орбитални период износи 1777,737 дана (4,867 године). Ексцентрицитет орбите астероида износи 0,107.
Апсолутна магнитуда астероида износи 10,70 а геометријски албедо 0,126.
Астероид је откривен 5. марта 1910. године.